# Preanimizm
Preanimizm – etap rozwoju wierzeń religijnych, poprzedzający animizm. Charakteryzuje się przekonaniem ludzi o istnieniu nadnaturalnej siły, nieujętej w ramy bytu cielesnego (duszy, ducha, bóstwa). 
Po raz pierwszy termin preanimizm zastosował w 1892 roku J.H. King. R.H. Codrington, który badał zjawisko mana w wierzeniach Melanezyjczyków, doszedł do wniosku, że pierwotni nie łączyli ożywiania przyrody z uduchowieniem. Zwolennicy preanimizmu, np. A. Lang, W. Wundt, stosowali to pojęcie na określenie prareligii, opartej na magii i do każdej teorii, która wyjaśniałaby początek religii. W 1900 roku R.R. Marett wprowadził termin animatyzm. Nazywał nim wiarę w przepełniającą świat moc nadnaturalną, która stanowi początek każdej religii i rytuałów religijnych. Każdy człowiek doświadcza tej mocy w tym samym stopniu, ale swoje doświadczenia każdy wyraża w inny sposób. Teorię Maretta poparli krytycy animizmu K.T. Preuss, A. Vierkandt, S. Hartland, G. van der Leeuw. Preuss, który ją rozwinął, uważał, że nadprzyrodzona moc pochłania umysł człowieka. Człowiek próbuje ją opanować za pomocą magii. Nadanie bytu cielesnego tej mocy następuje w dalszym stadium rozwoju religii.